# NGC 3597
NGC 3597 este o emission-line galaxy⁠(d) situată în constelația Cupa. A fost descoperită în 21 martie 1835 de către John Herschel.